# Heaven (The Psychedelic Furs)
Heaven è una canzone del gruppo rock britannico The Psychedelic Furs, scritta dal cantante Richard Butler e dal fratello e bassista Tim Butler. È stato il primo singolo estratto dal loro quarto album in studio Mirror Moves del 1984

## Descrizione
La canzone parla della paura di un’imminente guerra nucleare, un tema ricorrente in quegli anni, che verrà trattato anche in Russians di Sting, in The War Song dei Culture Club, e in State of the Nation degli Industry. Il testo è un po’ ermetico, ma con questa interpretazione diventano più chiari i riferimenti agli aerei, oppure alle persone dietro ai vetri, che potrebbero appunto essere i piloti di questi aerei.

## Video musicale
Il video di Heaven è diretto dal regista britannico Tim Pope (autore di numerosi videoclip dei Soft Cell, The Cure, The Style Council e dei Talk Talk) e riprende la band suonare il brano sotto una pioggia battente (in origine doveva essere fedele al significato e al testo, ma Pope dovette vedersela con il duro approccio che ebbe con il frontman che, in quel periodo, non passava un buon momento della sua vita) e divenne uno dei videoclip più famosi degli anni ottanta.

## Accoglienza e Cover
Pubblicata nel marzo del 1984, "Heaven" entrò nella classifica dei singoli del Regno Unito il mese successivo raggiungendo la posizione numero 29 e rimanendo in classifica per cinque settimane. La canzone raggiunse la posizione numero 41 in Nuova Zelanda. Il regista britannico Tim Pope diresse il video musicale ufficiale della canzone.
Il critico di AllMusic Bill Janovitz la definì una "splendida canzone pop" e lodò Richard Butler per essere "straordinariamente espressivo nel suo fraseggio e nella sua voce straordinaria". Janovitz attribuì al produttore Keith Forsey il merito di aver trovato un equilibrio tra musica pop e influenze punk rock nel brano.
"Heaven" è stata reinterpretata dai Buffalo Tom nel loro album del 1990 Birdbrain, da Annie Lennox nell'edizione giapponese del suo album del 1995 Medusa, dai Face to Face nel loro album del 2001 Standards & Practices, dagli Alkaline Trio nella compilation del 2004 Another Year on the Streets, Vol. 3, e dai Nouvelle Vague nel loro album 3, pubblicato nel 2009.

## Tracce
7" 1984
1. Heaven – 3:27 (The Psychedelic Furs)
2. Heartbeat (remix) – 5:10

Durata totale: 8:37
12" 1984
1. Heaven (Full Version) – 4:25 (The Psychedelic Furs)
2. Heartbeat (New York remix) – 8:09

## Classifiche
| Classifica (1984) | Posizione massima |
| ----------------- | ----------------- |
| Regno Unito       | 29                |
| Nuova Zelanda     | 41                |

## Formazione
- Richard Butler – voce solista e cori
- John Ashton – chitarra
- Tim Butler – basso
- Tommy Price – batteria
- Ed Buller – tastiere